# A3 (Noord-Macedonië)
De A3 is een hoofdweg en gedeeltelijke autosnelweg in Noord-Macedonië. De weg loopt van de M2 bij Podmolje via Ohrid, Bitola, Veles en Štip naar de grens met Bulgarije. De weg is 310 kilometer lang. In Bulgarije loopt de weg verder als III/106 naar Blagoëvgrad.
De A3 heeft twee aftakkingen die ook A3 heten. De eerste loopt van Ohrid naar de Albanese grens en is 32 kilometer lang. In Albanië loopt deze aftakking verder als SH64 naar Pogradec. De tweede aftakking loopt van Bitola naar de Griekse grens en is 14 kilometer lang. Deze weg loopt in Griekenland als EO3 verder naar Florina en Kozani.
De hoofdroute van de A3 tussen Podmolje en Bitola en de aftakking van Bitola naar Griekenland zijn onderdeel van de E65, de Europese weg van Malmö in Zweden naar Chania in Griekenland.

## Geschiedenis
Tijdens de Joegoslavische tijd bestond de A3 uit twee verschillende wegen. Dit waren de M26 tussen Podmolje en Bitola en de M27 tussen Bitola en Bulgarije.
Na de onafhankelijkheid van Macedonië werden de wegen hernummerd. Een deel van de M26 en de gehele M27 werden samengevoegd tot de M-5.
Deze wegnummers hebben tot 30 september 2011 bestaan. Op die dag werd de M-5 hernummerd naar A3.
A1 · 
A2 · 
A3 · 
A4